# Acylomus tropicus
Acylomus tropicus is een keversoort uit de familie glanzende bloemkevers (Phalacridae). De wetenschappelijke naam van de soort werd in 1922 gepubliceerd door Scott.